# Albert Dutry
Albert Henri Justin Dutry (Gent, 13 januari 1860 – aldaar, 2 januari 1918) was een Belgische advocaat, kunstschilder, kunstcriticus en politicus voor de Katholieke Partij.

## Levensloop
Dutry was de zoon van Edmond Dutry en Hortense Joos. Hij studeerde rechten in de Katholieke Universiteit Leuven en volgde een opleiding in de plastische kunst in Koninklijke Academie voor Schone Kunsten van Gent. Hij trouwde te Kalken op 8 december 1894 met Marie Odile Alphonsine Tibbaut, zus van de katholieke politicus Emile Tibbaut.
Dutry werkte eerst als advocaat, nadien als vrederechter te Lokeren en daarna te Gent. Hij werd ook katholiek provincieraadslid voor de provincie Oost-Vlaanderen.
Als kunstenaar schilderde hij bij voorkeur landschappen. Hij stelde zijn werken tentoon o.a. in 1897, 1911 en 1912 op de Cercle Artistique et Littéraire te Gent, in 1903 op het Salon Triennal des Beaux-Arts en in 1907 op de Exposition Générale des Beaux-Arts te Brussel. Daarnaast werd hij een van de belangrijkste kunstcritici in Gent. Hij schreef aanvankelijk voor Le Bien Public en L'Impartial. Later werd hij medewerker van het Magasin Littéraire et Scientifique en medestichter van het kunsttijdschrift Le Drapeau: Revue Littéraire et Artistique des Jeunes Catholiques, dat werd omgevormd tot Durendal.
Hij overleed te Gent op  1918 en is begraven in het Campo Santo te Sint-Amandsberg. Hij is de vader van de schilder Edmond Dutry en van de schilder en beeldhouwer Jean-Marie Dutry.